# Guennadi Volnov
Guennadi Gueórguievich Volnov, en ruso: Геннадий Георгиевич Вольнов (Moscú, 28 de noviembre de 1939-Moscú,17 de julio de 2008) fue un jugador de baloncesto soviético. Consiguió doce medallas en competiciones internacionales con la Unión Soviética, cuatro de ellas olímpicas. 

## Trayectoria
[actualizar]